# Peperomia rotundifolia
Espèce
Peperomia rotundifolia est une espèce de plantes de la famille des Piperacées originaire d'Amérique.